# Theodore Sturgeon
Theodore Sturgeon, nascido Edward Hamilton Cullen Waldo (Staten Island, 26 de fevereiro de 1918 – Eugene, 8 de maio de 1985) foi um escritor estadunidense de ficção científica. Em 1929, após divorciar-se, a mãe de Sturgeon casou-se com William Sturgeon, e Edward mudou seu nome para Theodore, para ficar mais de acordo com seu apelido, "Ted".
Sturgeon viveu por muitos anos na cidade de Springfield, Oregon e morreu de doença pulmonar intersticial.

## Lei de Sturgeon
Sturgeon é conhecido por dois adágios, conhecidos como Lei de Sturgeon (analogamente à Lei de Murphy). O mais famoso é: 
| “ | 90% de qualquer coisa é lixo | ” |

.

### Romances
- The Dreaming Jewels (1950),também publicado como The Synthetic Man
- More Than Human (1953, fusão de três noveletas relacionadas, a primeira e a terceira escritas ao redor da anteriormente publicada "Baby Is Three") — vencedor do International Fantasy Award
- The King and Four Queens (1956, Western) (romantização do filme homônimo)
- I, Libertine (1956, sob o pseudônimo de "Frederick R. Ewing")
- The Cosmic Rape (1958), versão resumida publicada como To Marry Medusa
- Venus Plus X (1960)
- Some of Your Blood (1961)
- Voyage to the Bottom of the Sea (romantização do filme homônimo, baseado num esboço preliminar do roteiro) (1961)
- The Player on The Other Side (1963) (publicado como da autoria de Ellery Queen, sob supervisão do mesmo)
- The Rare Breed (1966, Western) (romantização do filme homônimo)
- Godbody (1986)

### Coletâneas
- Caviar (1955). Inclui:- Bright Segment; Microcosmic God; Ghost of a Chance; Prodigy; Medusa; Blabbermouth; Shadow, Shadow on the Wall; Twink.
- A Touch of Strange (1958). Inclui:- The Pod in the Barrier; A Crime For Llewellyn; The Touch of Your Hand; Affair With A Green Monkey; The Girl Had Guts; The Other Celia; It Opens the Sky; A Touch of Strange.
- E Pluribus Unicorn (1959). Inclui:- The Silken-Swift; The Professor's Teddy-Bear; Bianca's Hands; A Saucer of Loneliness; The World Well Lost; It Wasn't Syzygy; The Music; Scars; Fluffy; The Sex Opposite; Die, Maestro, Die!; Cellmate; A Way of Thinking.
- Not Without Sorcery (1948). Inclui:- The Ultimate Egoist; It; Poker Face; Shottle Bop; Artnan Process; Memorial; Ether Breather; Butyl and the Breather; Brat; Two Percent Inspiration; Cargo; Maturity; Microcosmic God.
- Starshine (1968). Inclui:- "Derm Fool"; The Haunt; Artnan Process; The World Well Lost; The Pod and the Barrier; How to Kill Aunty.
- Sturgeon in Orbit (1970). Inclui:- Extrapolation; The Wages of Synergy; Make Room For Me; The Heart; The Incubi of Parallel X.
- Sturgeon Is Alive and Well... (1971). Inclui:- To Here and the Easel; Slow Sculpture; It's You!; Take Care Of Joey; Crate; The Girl Who Knew What They Meant; Jorry's Gap; It Was Nothing—Really!; Brownshoes; Uncle Fremmis; The Patterns Of Dorne; Suicide.
- The Worlds of Theodore Sturgeon (1972). Inclui:- The Skills of Xanadu; There is No Defense; The Perfect Host; The Graveyard Reader; The Other Man; The Sky Was Full of Ships; Shottle Bop, Maturity; Memorial.
- To Here and the Easel (1973). Inclui:- To Here and the Easel; The Skills of Xanadu; There is No Defence; The Perfect Host; The Graveyard Reader; Shottle Bop.
- Case and the Dreamer (1974). Inclui:- Case and the Dreamer; If all men were brothers, would you let one marry your sister?; When you care, when you love.

### Contos
Sturgeon se tornou conhecido por seus contos e noveletas. Dentre as mais populares:
- "Ether Breather" (Setembro de 1939, sua primeira história de ficção científica publicada)
- "Derm Fool" (Março de 1940)
- "It" (Agosto de 1940)
- "Microcosmic God" (Abril de 1941)
- "Yesterday Was Monday" (1941)
- "Killdozer!" (Novembro de 1944)
- "Bianca's Hands" (Maio de 1947)
- "Thunder and Roses" (Novembro de 1947)
- "The Perfect Host" (Novembro de 1948)
- "Minority Report" (Junho de 1949, nada a ver com o filme de 2002, o qual foi baseado num conto posterior de Philip K. Dick)
- "One Foot and the Grave" (Setembro de 1949)
- "A Saucer of Loneliness" (Fevereiro de 1953)
- "The World Well Lost" (Junho de 1953)
- "Mr. Costello, Hero" (Dezembro de 1953)
- "The Skills of Xanadu" (Julho de 1956)
- "The Other Man" (Setembro de 1956)
- "Need" (1960)
- "How to Forget Baseball" (Sports Illustrated, Dezembro de 1964)
- "The Nail and the Oracle" (Playboy, Outubro de 1964)
- "Slow Sculpture" (Galaxy, Fevereiro de 1970) — vencedor do Hugo Award e Nebula Award
- "Occam's Scalpel" (Agosto de 1971, com prefácio de Terry Carr)
- "Vengeance Is" (1980, Dark Forces, antologia editada por Kirby McCauley)
- "If All Men Were Brothers, Would You Let One Marry Your Sister?" (1967, Dangerous Visions antologia editada por Harlan Ellison) — Indicado ao Nebula Award em 1967
- "The Man Who Learned Loving" — Indicado ao Nebula Award de 1969
- "The [Widget], The [Wadget], and Boff" (1955)

#### Compilações
A North Atlantic Books vem lançando cronologicamente a coleção The Complete Short Stories of Theodore Sturgeon desde 1995. Os lançamentos incluem:
- The Ultimate Egoist (1937 a 1940)
- Microcosmic God (1940 a 1941)
- Killdozer (1941 a 1946)
- Thunder and Roses (1946 a 1948)
- The Perfect Host (1948 a 1950)
- Baby is Three (1950 a 1952)
- A Saucer of Loneliness (1953)
- Bright Segment (1953 a 1955, bem como algumas histórias anteriores encontradas entre os papéis de Sturgeon)
- And Now the News... (1955 a 1957)
- The Man Who Lost the Sea (1957 a 1960)
- The Nail and the Oracle (anos 1960)

### Não-ficção
- Argyll, autobiografia